# ベスト党
ベスト党（アイスランド語: Besti flokkurinn）は、アイスランドの政党。元レイキャヴィーク市長のヨン・ナールが設立した。
2008年9月に発生したアイスランド金融危機への対応を巡る既存政党への不満の受け皿となり、2010年6月15日のレイキャヴィーク市議会選挙において、15議席中6議席（得票率34.7%）を獲得した。同党の候補者には、ポップバンドの元歌手や主婦、建築家などがおり、様々な候補者が当選を果たした。
2014年6月16日、ヨン・ナールの任期満了に伴う市長退任により党としての活動を終え、所属していた議員などは国政政党である明るい未来へ合流した。

## 選挙
選挙運動の一環として、同党はアメリカ人歌手であるティナ・ターナーの「シンプリー・ザ・ベスト（Simply the Best）」を使い、候補者ら自身が歌うPR映像を、動画共有サイトYouTubeに投稿。「物事が腐敗してきたので、私達が掃除にやって来た」「可愛くて綺麗でクールな市にしたい」などと、様々な公約を歌にして、有権者へ訴えかけた。

## 公約
- 汚職の排除
- 税金を無駄遣いしない
- 公共交通機関の強化
- 市内における電気自動車の普及
- 市内の動物園でシロクマを保護
- 市営プールで無料のタオルを提供（18歳以下はプール入場も無料化）
- 市内の首都空港にディズニーランドを建設

市営プールでの無料タオル提供については、同国の観光資源である硫黄温泉の利用客増加を狙い、温泉に関するEUのルール基準である無料タオル提供を公約にしたとしており、経済危機以降沸き上がるEU加盟論に沿っているとされる。
ヨン曰く「馬鹿げて見えるからといって、不真面目というわけではない」としている。